# Cola millenii
Espèce
Cola millenii est une plante d'Afrique tropicale de la famille des Malvacées.